# Arnold Raether
Wilhelm Arwin Arnold Raether (* 29. September 1896 in Berlin; † 15. Februar 1992 in Bad Harzburg) war ein deutscher Produktionsleiter, NS-Funktionär und Vizepräsident der Reichsfilmkammer zur Zeit des Nationalsozialismus.

## Leben
Arnold Raether absolvierte eine Ausbildung im kaufmännischen Bereich und im Bereich Filmorganisation. Nach Ausbruch des Ersten Weltkrieges unterbrach er seine Schullaufbahn, meldete sich als Einjährig-Freiwilliger zum Heer und wurde Kriegsteilnehmer. Nach Kriegsende stieg er in den Nutzholzhandel seines Vaters ein und war später in der Geschäftsführung der UFA tätig.
Politisch betätigte er sich während der Weimarer Republik als Mitglied der DNVP und war dort laut Führerlexikon „aktiv im antisemitischen Flügel“. Von 1927 bis 1930 war er Mitglied im Stahlhelm, Bund der Frontsoldaten. Zum 1. September 1930 trat er der NSDAP bei (Mitgliedsnummer 312.637), für die er zunächst ehrenamtlich tätig war. Ab September 1932 war er Amtsleiter in der Reichsleitung der NSDAP.
Nach der Machtergreifung durch die Nationalsozialisten wurde Raether im Frühjahr 1933 zum Oberregierungsrat ernannt und war in der Filmabteilung des Reichsministeriums für Volksaufklärung und Propaganda (RMVP) tätig, wo er zum stellvertretenden Abteilungsleiter aufstieg. Zudem wurde er zum Vizepräsidenten der Reichsfilmkammer ernannt. Diese Funktion bekleidete er bis zum Oktober 1935, als er infolge von Korruptionsvorwürfen in dieser Funktion von Hans Weidemann abgelöst wurde. Anschließend gehörte er dem Vorstand der Tobis-Tonbild-Syndikat AG an und war bei der Cautio Treuhand GmbH des Reichsbeauftragten für die deutsche Filmwirtschaft Max Winkler tätig.
Nach Kriegsende war er von 1946 bis 1948 im Internierungslager Neuengamme interniert.